# Società Sportiva Monopoli 1966 2015-2016
Questa voce raccoglie le informazioni riguardanti la Società Sportiva Monopoli 1966 nelle competizioni ufficiali della stagione 2015-2016.

## Stagione
Dopo la vittoria della Coppa Italia Serie D e la finale Play-off di Serie D persa (1-0) con il Sestri Levante il Monopoli viene comunque ripescato in Lega Pro 2015-2016 a seguito della rinuncia del Sestri Levante stesso e del Castiglione non iscritto a nessun campionato sancendo così il ritorno della squadra biancoverde nella terza serie del calcio nazionale dopo 23 anni di assenza.
La squadra biancoverde chiude il campionato al quattordicesimo posto giocando così il doppio Play-out con l'Ischia, vincendo (3-0) ad Ischia e perdendo (1-2) al Veneziani, conquistando così la salvezza. Non ha partecipato alla Coppa Italia di Lega Pro.

## Divise e sponsor
Per la stagione 2015-2016, lo sponsor tecnico è Joma mentre gli sponsor di maglia sono Snidar (main sponsor) e Graffio (co-sponsor).
| Casa | Trasferta | Terza divisa |

## Organigramma societario
Di seguito sono riportati i membri dello staff della Monopoli.
Area direttiva
- Presidente: Enzo Mastronardi

Area tecnica
- Consulente di mercato: Fabio Lupo
- Allenatore: Massimiliano Tangorra, dal 4 aprile 2016 Salvo Fulvio D'Adderio
- Preparatore atletico: Giacomo Cofano
- Preparatore portieri: Cludio Grondona
- Team Manager: Vito Mastronardi
- Magazziniere: Giuseppe Intini

Area sanitaria
- Medico sociale: Bartolomeo Allegrini
- Fisioterapista: Stanislao Rodi
- Massaggiatore: Claudio Mastronardi

## Rosa
Di seguito è riportata la rosa del Monopoli.
| N. |                      | Ruolo | Calciatore          |
| -- | -------------------- | ----- | ------------------- |
|    | Italia (bandiera)    | P     | Matteo Pisseri      |
|    | Italia (bandiera)    | P     | Alessandro Mirarco  |
|    | Italia (bandiera)    | D     | Michele Ferrara     |
|    | Italia (bandiera)    | D     | Loris Bacchetti     |
|    | Italia (bandiera)    | D     | Alessio Luciani     |
|    | Italia (bandiera)    | D     | Ferdinando Castaldo |
|    | Italia (bandiera)    | D     | Pasquale Esposito   |
|    | Giordania (bandiera) | D     | Shadi Ghosheh       |
|    | Italia (bandiera)    | D     | Mario Mercadante    |
|    | Italia (bandiera)    | D     | Mattia Bei          |
|    | Italia (bandiera)    | D     | Giovanni Pinto      |
|    | Italia (bandiera)    | C     | Fabio Meduri        |

| N. |                      | Ruolo | Calciatore           |
| -- | -------------------- | ----- | -------------------- |
|    | Italia (bandiera)    | C     | Simone Battaglia     |
|    | Italia (bandiera)    | C     | Pierangelo Tarantino |
|    | Italia (bandiera)    | C     | Mariano Romano       |
|    | Serbia (bandiera)    | C     | Marco Djuric         |
|    | Italia (bandiera)    | C     | Davide Difino        |
|    | Italia (bandiera)    | C     | Luigi Viola          |
|    | Italia (bandiera)    | C     | Simone Ricucci       |
|    | Italia (bandiera)    | A     | Antonio Croce        |
|    | Italia (bandiera)    | A     | Giuseppe Gambino     |
|    | Italia (bandiera)    | A     | Marco Rosafio        |
|    | Argentina (bandiera) | A     | Facundo Lescano      |
|    | Italia (bandiera)    | A     | Francesco Di Mariano |

## Calciomercato
Di seguito sono riportati i trasferimenti del calciomercato 2015-2016 del Monopoli.

### Sessione estiva(dal 01/07 al 31/08)
| Acquisti | Acquisti                | Acquisti            | Acquisti   |
| R.       | Nome                    | da                  | Modalità   |
| -------- | ----------------------- | ------------------- | ---------- |
| D        | Alessio Luciani         | Gubbio              | definitivo |
| D        | Michele Ferrara         | Brindisi            | definitivo |
| D        | Fabrizio Di Bella       | Vigor Lamezia       | definitivo |
| D        | Mario Esposito          | Virtus Lanciano     | definitivo |
| C        | Mariano Romano          | Termoli             | definitivo |
| C        | Pierangelo Tarantino    | Piacenza            | definitivo |
| C        | Simone Battaglia        | Roma                | prestito   |
| C        | Mario Difino            | Lecce               | definitivo |
| A        | John Junior Nkomb Nkomb | Paris Saint-Germain | prestito   |
| A        | Giuseppe Gambino        | AltoVicentino       | definitivo |
| C        | Matteo Maresca          | Pisa                | prestito   |
| D        | Mattia Bei              | Virtus Lanciano     | prestito   |
| A        | Antonio Croce           | Brindisi            | definitivo |
| A        | Marco Rosafio           | Lecce               | prestito   |
| A        | Giacomo Canalini        | Casertana           | prestito   |
| C        | Marco Djuric            | Cesena              | prestito   |
| C        | Matteo Maresca          | Pisa                | prestito   |
| D        | Shadi Ghosheh           |                     | svincolato |
| D        | Pasquale Esposito       | Cavese              | definitivo |

| Cessioni | Cessioni          | Cessioni  | Cessioni      |
| R.       | Nome              | a         | Modalità      |
| -------- | ----------------- | --------- | ------------- |
| D        | Michele Bitetti   | Bari      | fine prestito |
| D        | Pasquale Esposito | Cavese    | definitivo    |
| D        | Antonio Lubrano   | Viterbese | prestito      |
| D        | Mirko Orchi       | Ternana   | fine prestito |
| D        | Carlo Zizzi       |           | svincolato    |
| C        | Anouar El Kamch   |           | svincolato    |
| C        | Mauro Gori        | Taranto   | definitivo    |
| C        | Cosimo Laboragine |           | svincolato    |
| C        | Davide Difino     | Lecce     | fine prestito |
| C        | Manuel Mancini    | Bari      | fine prestito |
| C        | Gabriele Aprile   | Akragas   | fine prestito |
| A        | Simone D'Anna     | Cavese    | definitivo    |
| A        | Tommaso Manzo     | Savoia    | definitivo    |
| A        | Jacopo Murano     | Grosseto  | definitivo    |
| A        | Christian Roncone | Bari      | fine prestito |

### Sessione invernale(dal 04/01 al 01/02)
| Acquisti | Acquisti             | Acquisti  | Acquisti      |
| R.       | Nome                 | da        | Modalità      |
| -------- | -------------------- | --------- | ------------- |
| D        | Antonio Lubrano      | Viterbese | fine prestito |
| D        | Mario Mercadante     |           | svincolato    |
| P        | Alessandro Mirarco   |           | svincolato    |
| C        | Luigi Viola          |           | svincolato    |
| C        | Fabio Meduri         | Ischia    | definitivo    |
| A        | Facundo Lescano      | Torino    | prestito      |
| A        | Francesco Di Mariano | Roma      | prestito      |

| Cessioni | Cessioni          | Cessioni          | Cessioni      |
| R.       | Nome              | a                 | Modalità      |
| -------- | ----------------- | ----------------- | ------------- |
| D        | Antonio Lubrano   | Bisceglie         | prestito      |
| P        | Nicolò Tognoni    | Fezzanese         | definitivo    |
| C        | Vincenzo Bellante | Città di Castello | prestito      |
| A        | Giacomo Canalini  | Casertana         | fine prestito |
| A        | Antonio Guglielmi | Bisceglie         | prestito      |

## Risultati

### Lega Pro

#### Girone di andata
| Arbitro: | Valiante (Nocera Inferiore) |

|                 |           |                    |
| P. Esposito 50’ | Marcatori | 70’, 93’ Scarsella |

| Arbitro: | Mei (Pesaro) |

|                           |           |           |
| Madonia 39’ Di Piazza 55’ | Marcatori | 91’ Croce |

| Arbitro: | Di Gioia (Nola) |

|           |           |             |
| Croce 83’ | Marcatori | 91’ Tavares |

| Arbitro: | Annaloro (Collegno) |

|                              |           |                                         |
| Colantoni 34’ Morbidelli 40’ | Marcatori | 26’ Gambino 58’ (rig.) Pinto 79’ Romano |

| Arbitro: | Robilotta (Sala Consilina) |

|             |           |  |
| Gambino 69’ | Marcatori |  |

| Arbitro: | Fiorini (Frosinone) |

|                        |           |           |
| Melara 58’ Pezzi 90+3’ | Marcatori | 34’ Croce |

| Arbitro: | Camplone (Pescara) |

|                           |           |           |
| P. Esposito 14’ Croce 78’ | Marcatori | 51’ Longo |

| Arbitro: | Massimi (Termoli) |

|  |           |               |
|  | Marcatori | 24’ Cicerelli |

| Arbitro: | Pagliardini (Arezzo) |

|                 |           |  |
| Moscardelli 22’ | Marcatori |  |

| Monopoli 8 novembre 2015, ore 14:30 CET 10ª giornata | Monopoli       | 0 – 0 referto | Fidelis Andria | Stadio Vito Simone Veneziani (3 000 spett.)\| Arbitro: \| Bertani (Pisa) \| |
| Arbitro:                                             | Bertani (Pisa) |               |                |                                                                             |

| Arbitro: | Prontera (Bologna) |

|  |           |                       |
|  | Marcatori | 41’ Croce 74’ Gambino |

| Arbitro: | Sassoli (Arezzo) |

|                          |           |            |
| Arrighini 33’ Criaco 82’ | Marcatori | 3’ Gambino |

| Arbitro: | Mantelli (Brescia) |

|                             |           |  |
| Pinto 3’ (rig.) Gambino 92’ | Marcatori |  |

| Arbitro: | Miele (Torino) |

|                        |           |           |
| Alfageme 11’ Agyei 38’ | Marcatori | 90’ Croce |

| Arbitro: | Boggi (Salerno) |

|             |           |             |
| Gambino 25’ | Marcatori | 20’ Agnello |

| Castellammare di Stabia 19 dicembre 2015, ore 20:30 CET 16ª giornata | Juve Stabia      | 0 – 0 referto | Monopoli | Stadio Romeo Menti (700 spett.)\| Arbitro: \| Proietti (Terni) \| |
| Arbitro:                                                             | Proietti (Terni) |               |          |                                                                   |

| Arbitro: | Nicoletti (Catanzaro) |

|  |           |                            |
|  | Marcatori | 4’ A. Letizia 57’ Carretta |

#### Girone di ritorno
| Catania 17 gennaio 2016, ore 15:00 CET 18ª giornata | Catania           | 0 – 0 referto | Monopoli | Stadio Angelo Massimino (8.026 spett.)\| Arbitro: \| Amabile (Vicenza) \| |
| Arbitro:                                            | Amabile (Vicenza) |               |          |                                                                           |

| Arbitro: | D'Apice (Arezzo) |

|  |           |               |
|  | Marcatori | 53’ Di Piazza |

| Arbitro: | Dionisi (L'Aquila) |

|                              |           |                          |
| Gustavo 27’, 48’ Tavares 76’ | Marcatori | 28’ Romano 44’ M. Djuric |

| Arbitro: | Cipriani (Empoli) |

|                       |           |  |
| Croce 12’ Rosafio 21’ | Marcatori |  |

| Arbitro: | Dionisi (L'Aquila) |

|                         |           |                         |
| Berardino 4’ Baclet 66’ | Marcatori | 63’ Croce 90+4’ Lescano |

| Arbitro: | Di Martino (Teramo) |

|                                  |           |                                        |
| Di Mariano 9’ Croce 90+1’ (rig.) | Marcatori | 2’ Cissé 13’ (rig.) Mazzeo 69’ Marotta |

| Arbitro: | Amoroso (Paola) |

|           |           |                                               |
| Giron 82’ | Marcatori | 12’, 38’ Croce 76’ M. Djuric 90+3’ Di Mariano |

| Arbitro: | Andreini (Forlì) |

|           |           |             |
| Vella 83’ | Marcatori | 48’ Gambino |

| Arbitro: | Giovani (Grosseto) |

|  |           |               |
|  | Marcatori | 70’ Alcibiade |

| Andria 20 marzo 2016, ore 15:00 CET 27ª giornata | Fidelis Andria          | 0 – 0 referto | Monopoli | Stadio Degli Ulivi (2.500 spett.)\| Arbitro: \| Luciano (Lamezia Terme) \| |
| Arbitro:                                         | Luciano (Lamezia Terme) |               |          |                                                                            |

| Arbitro: | Lacagnina (Caltanissetta) |

|            |           |                                             |
| Romano 39’ | Marcatori | 11’ Floriano 38’ (aut.) Pisseri 90+4’ Vacca |

| Arbitro: | Mancini (Fermo) |

|                          |           |                                         |
| Romano 45’ Bacchetti 90’ | Marcatori | 24’ Arrighini 25’ Statella 90+4’ Parigi |

| Arbitro: | Paolini (Ascoli Piceno) |

|           |           |                           |
| Gomes 23’ | Marcatori | 11’ Bacchetti 55’ Gambino |

| Arbitro: | Maggioni (Lecco) |

|                  |           |                              |
| Croce 87’ (rig.) | Marcatori | 40’ De Angelis 84’ Jefferson |

| Arbitro: | Fourneau (Roma) |

|              |           |                         |
| Agodirin 41’ | Marcatori | 53’ Croce 90+2’ Ferrara |

| Arbitro: | Perotti (Legnano) |

|                                                       |           |  |
| Pinto 18’ Di Mariano 33’ P. Esposito 61’ L. Viola 63’ | Marcatori |  |

| Arbitro: | Giua (Pisa) |

|               |           |             |
| Infantino 35’ | Marcatori | 67’ Gambino |

#### Play-out
| Arbitro: | Morreale (Roma) |

|  |           |                                |
|  | Marcatori | 46’, 72’ Croce 64’ P. Esposito |

| Arbitro: | Pillitteri (Palermo) |

|               |           |                         |
| Bacchetti 85’ | Marcatori | 36’ Florido 41’ Kanoute |

## Statistiche

### Statistiche di squadra
| Competizione | Punti | In casa | In casa | In casa | In casa | In casa | In casa | In trasferta | In trasferta | In trasferta | In trasferta | In trasferta | In trasferta | Totale | Totale | Totale | Totale | Totale | Totale | DR |
| Competizione | Punti | G       | V       | N       | P       | Gf      | Gs      | G            | V            | N            | P            | Gf           | Gs           | G      | V      | N      | P      | Gf     | Gs     | DR |
| ------------ | ----- | ------- | ------- | ------- | ------- | ------- | ------- | ------------ | ------------ | ------------ | ------------ | ------------ | ------------ | ------ | ------ | ------ | ------ | ------ | ------ | -- |
| Lega Pro     | 39    | 17      | 5       | 3       | 9       | 20      | 21      | 17           | 5            | 6            | 6            | 23           | 21           | 34     | 10     | 9      | 15     | 43     | 42     | +1 |
| Totale       | 39    | 17      | 5       | 3       | 9       | 20      | 21      | 17           | 5            | 6            | 6            | 23           | 21           | 34     | 10     | 9      | 15     | 43     | 42     | +1 |

### Andamento in campionato
| Giornata  | 1  | 2 | 3  | 4 | 5 | 6  | 7 | 8  | 9  | 10 | 11 | 12 | 13 | 14 | 15 | 16 | 17 | 18 | 19 | 20 | 21 | 22 | 23 | 24 | 25 | 26 | 27 | 28 | 29 | 30 | 31 | 32 | 33 | 34 |
| --------- | -- | - | -- | - | - | -- | - | -- | -- | -- | -- | -- | -- | -- | -- | -- | -- | -- | -- | -- | -- | -- | -- | -- | -- | -- | -- | -- | -- | -- | -- | -- | -- | -- |
| Luogo     | C  | T | C  | T | C | T  | C | C  | T  | C  | T  | T  | C  | T  | C  | T  | C  | T  | C  | T  | C  | T  | C  | T  | T  | C  | T  | C  | C  | T  | C  | T  | C  | T  |
| Risultato | P  | P | N  | V | V | P  | V | P  | P  | N  | V  | P  | V  | P  | N  | N  | P  | N  | P  | P  | V  | N  | P  | V  | N  | P  | N  | P  | P  | V  | P  | V  | V  | N  |
| Posizione | 11 | 9 | 12 | 9 | 7 | 11 | 7 | 11 | 12 | 12 | 10 | 10 | 8  | 9  | 11 | 11 | 11 | 11 | 12 | 14 | 13 | 14 | 14 | 12 | 12 | 12 | 12 | 14 | 14 | 14 | 14 | 13 | 12 | 14 |

Legenda:

Luogo: C = Casa; T = Trasferta. Risultato: V = Vittoria; N = Pareggio; P = Sconfitta.